# Oktiabrsk
Oktiabrsk (en russe : Октябрьск) est une ville de l'oblast de Samara, en Russie. Sa population s'élevait à 26 478 habitants en 2017.

## Géographie
Oktiabrsk est située sur la rive droite de la Volga, au niveau du réservoir de Saratov, à 101 km à l'ouest de Samara et à 770 km au sud-est de Moscou.

## Histoire
Oktiabrsk est formée en 1956 par la fusion des agglomérations de Batraki (Батраки), Pravaïa Volga (Правая Волга) et Pervomaïski (Первомайский).

## Population
Recensements (*) ou estimations de la population
| 1939*  | 1959*  | 1970*  | 1979*  | 1989*  | 2002*  |
| ------ | ------ | ------ | ------ | ------ | ------ |
| 10 300 | 33 771 | 33 981 | 29 769 | 27 449 | 25 336 |

| 2010*  | 2013   | 2014   | 2015   | 2016   | 2017   |
| ------ | ------ | ------ | ------ | ------ | ------ |
| 27 244 | 27 086 | 26 909 | 26 681 | 26 550 | 26 478 |

## Économie
Oktiabrsk possède diverses industries : matériaux d'isolation, béton renforcé, asphalte et une entreprise qui fabrique des vêtements de travail : OAO Oktiabrskaïa chveïnaïa fabrika (ОАО "Октябрьская швейная фабрика").